# Животопис Малвине Трифковић
Животопис Малвине Трифковић, штампан и под наловом Малвина: животопис Малвине Трифковић, кратки је роман српског, хрватског и црногорског књижевника Мирка Ковача, објављен 1971. У њему се приповеда о Српкињи Малвини Трифковић која изазива бес своје породице удавши се за Хрвата Томислава Павчића, да би потом изазвала нови талас негодовања упустивши се у лезбијску везу са својом заовом Катарином. Роман је написан у облику шеснаест различитих текстова, исписаних у форми документарних облика, попут писма, тестамента, записника, итд, из којих је читалац позван да реконструише Малвинину биографију. Текст је пропраћен са неколико фотографија.
Након изласка, Животопис Малвине Трифковић је наишао на неодобравање једног дела јавности блиској комунистичкој власти, поготово због делова који су говорили о српско-хрватској мржњи, теми о којој се није смело писати, пошто је међунационална нетрепељивост у то време скривана под идеолошком паролом братства и јединства југословенских народа. Текст је адаптиран у позоришну представу 1973. која се играла у београдском позоришту Атеље 212. Преведен је на енглески, француски, италијански, холандски, мађарски и шведски језик. Посебну популарност је роман имао у Француској почетком деведесетих, где је штампан као џепно издање у едицији "Rivages poche" и адаптиран у позоришни комад изведен у Паризу.